# Carl Hoffmann
Carl Hoffmann (* 9. Juni 1885 in Neisse; † 13. Juli 1947 in Minden in Westfalen) war ein deutscher Kameramann und Regisseur. Hoffmann gilt neben Karl Freund und Fritz Arno Wagner als einer der wichtigsten Kameramänner der Weimarer Republik.

## Leben
Schon mit dreizehn Jahren beschäftigte er sich mit Fotografie. Er absolvierte eine Ausbildung in Freiburg und arbeitete dort zunächst in einem Fotolabor und als Filmvorführer. Später zog er nach Berlin. 1916 wurde er Chefoperateur der Decla-Filmgesellschaft.
Carl Hoffmann begann als Kameramann mit Kurzfilmen nach literarischen Motiven wie z. B. Die Bürgschaft (1912/13), Des Sängers Fluch oder Der Gang nach dem Eisenhammer; es folgten Spielfilme wie Macbeth und Fiesko (beide von 1913). 1916 drehte Hoffmann Otto Ripperts sechsteilige Homunculus-Reihe. Neben zahlreichen Unterhaltungsfilmen entstanden auch Dokumentarfilme wie In den wilden Schroffen des Hochgebirgs (1918). Außer Werken mit eher abstrusen Titeln wie Aus den Geheimnissen eines Frauenklosters (1919) oder O wär er doch ein Suppenhuhn (1920) arbeitete er an weiteren Literaturverfilmungen mit, etwa 1920/21 an Die Verschwörung zu Genua mit Fritz Kortner und 1920 an Der Reigen mit Asta Nielsen und Conrad Veidt. Auch beim ersten Dr. Mabuse-Film, Dr. Mabuse, der Spieler, stand Hoffmann in den 1920er Jahren hinter der Kamera. Regie führte hier Fritz Lang, ebenso bei den Nibelungenfilmen, die wenig später entstanden.
Unter der Regie von Friedrich Wilhelm Murnau drehte Hoffmann 1925/26 Faust – eine deutsche Volkssage mit Gösta Ekman, Emil Jannings und Yvette Guilbert. Dieser Film legt von seinen tricktechnischen Fähigkeiten Zeugnis ab.
Bei Der geheimnisvolle Spiegel (1927) führte er zusammen mit Richard Teschner auch Regie.
Nach einigen weiteren Jahren hinter der Kamera führte Hoffmann 1933/34 bei Ich bin du, einem Verwechslungsfilm vor halb exotischem Hintergrund, wieder Regie, ebenso 1934 bei Menschen im Schatten, Menschen im Licht und bei zahlreichen Unterhaltungsfilmen der NS-Zeit. In dieser Zeit führte er auch seinen 1910 geborenen Sohn Kurt als Volontär ins Filmgeschäft ein. Im April 1936 gründete er mit Heinrich Jonen die Meteor Film GmbH, mit der er bis 1939 Spiel- und Kulturfilme produzierte.
Seinen letzten Film, Shiva und die Galgenblume, drehte er noch 1945. Hoffmanns Grabstätte befindet sich auf dem Mindener Nordfriedhof.

## Filmografie (Auswahl)

### Kamera
- 1913: Die Bürgschaft
- 1914: Die Finsternis und ihr Eigentum (unsicher)
- 1915: Das Laster
- 1915: Und wandern sollst du ruhelos …
- 1916: Homunculus (6 Teile)
- 1917: Die Hochzeit im Excentric-Club
- 1917: Das Buch des Lasters
- 1917: Der Jubiläumspreis
- 1917: Die Fremde
- 1917: Zwei blaue Jungen
- 1917: Wenn die Lawinen stürzen
- 1917: Die Tochter der Gräfin Stachowska
- 1917: Die Königstochter von Travankore
- 1917: Das Mädel von nebenan
- 1918: Das Tagebuch des Dr. Hart
- 1918: Das verwunschene Schloß
- 1918: Das Lied der Mutter
- 1918: Heide-Gretel
- 1918: Die Frauen des Josias Graffenreuth
- 1918: Der Weg, der zur Verdammnis führt
- 1919: Die Pest in Florenz
- 1919: Halbblut
- 1919: Der Knabe in Blau
- 1919: Prinz Kuckuck
- 1919: Unheimliche Geschichten
- 1920: Satanas
- 1920: Von morgens bis mitternachts
- 1920: Der Graf von Cagliostro
- 1920: Der Reigen
- 1920: Kurfürstendamm
- 1920: Der Januskopf
- 1921: Die Verschwörung zu Genua
- 1921: Sehnsucht
- 1921: Der Herr der Bestien
- 1921: Lady Hamilton
- 1922: Das Geld auf der Straße
- 1922: Dr. Mabuse, der Spieler (2 Teile)
- 1922: Sterbende Völker (2 Teile)
- 1922/24: Die Nibelungen (2 Teile)
- 1923: Der steinerne Reiter
- 1924: Die Andere
- 1925: Blitzzug der Liebe
- 1925: Varieté
- 1926: Faust – eine deutsche Volkssage
- 1927: Die Frauengasse von Algier
- 1927: Jugendrausch
- 1928: Ungarische Rhapsodie
- 1928: Looping the Loop
- 1929: Die wunderbare Lüge der Nina Petrowna
- 1929: Manolescu
- 1929: Hochverrat
- 1930: Der Tiger
- 1930: Hokuspokus
- 1930: Ein Burschenlied aus Heidelberg
- 1930: Das Flötenkonzert von Sans-souci
- 1930: Der unsterbliche Lump
- 1931: Der Kongreß tanzt
- 1931: Im Geheimdienst
- 1931: Yorck
- 1932: Zwei Herzen und ein Schlag
- 1932: Mensch ohne Namen
- 1932: Der weiße Dämon
- 1932: Wie sag’ ich’s meinem Mann?
- 1932: Marschall Vorwärts
- 1933: Morgenrot
- 1933: Saison in Kairo
- 1933: Inge und die Millionen
- 1933: Walzerkrieg
- 1933: Der Tunnel
- 1934: Die Czardasfürstin
- 1934: Peer Gynt
- 1939: Der Florentiner Hut
- 1939: Ich bin Sebastian Ott
- 1939: Gold in New Frisco
- 1940: Golowin geht durch die Stadt
- 1940: Das Fräulein von Barnhelm
- 1941: Das Mädchen von Fanö
- 1942: Zwei in einer großen Stadt
- 1942: Symphonie eines Lebens
- 1944/54: Ein toller Tag
- 1945: Via Mala
- 1945: Shiva und die Galgenblume (unvollendet)

### Regie
- 1935: Das Einmaleins der Liebe
- 1935: Viktoria
- 1935: Die lustigen Weiber
- 1936: Die Leute mit dem Sonnenstich
- 1936: Mit Vollgas in die Ehe
- 1936: Rolf hat ein Geheimnis
- 1937: Menschen im Schatten, Menschen im Licht
- 1937: Ab Mitternacht
- 1939: Ein Lied verklingt (Kurzfilm)

### Produktion
- 1936: Die Leute mit dem Sonnenstich
- 1937: Versprich mir nichts!
- 1937: Signal in der Nacht
- 1938: Yvette
- 1938: Ich liebe Dich
- 1938: Der Tag nach der Scheidung
- 1939: Ein Lied verklingt (Kurzfilm)